# Zádorfalva
 Zádorfalva – wieś i gmina w północno-wschodniej części Węgier, w pobliżu miasta Kazincbarcika.
Miejscowość leży na obszarze Średniogórza Północnowęgierskiego, niedaleko granicy ze Słowacją. Administracyjnie gmina należy do powiatu Putnok, wchodzącego w skład komitatu Borsod-Abaúj-Zemplén i jest jedną z jego 33 gmin.